# Палладий (Видыбида-Руденко)
Митрополи́т Палла́дий (в миру Пётр Порфи́рьевич Виды́бида-Руде́нко, укр. Петро Порфирович Відибіда-Руденко; 29 июня 1891, село Стрельчинцы, Брацлавский уезд, Подольская губерния — 1 сентября 1971, Нью-Йорк) — украинский государственный, банковский и церковный деятель, митрополит Константинопольской православной церкви, основатель «Украинской Автокефальной Православной Церкви в изгнании».

## Биография
Родился в 1891 году в селе Стрельчинцы Брацлавского уезда (ныне Немировского района Винницкой области) в семье псаломщика местной Пророко-Ильинской православной церкви.
Начальное образование получил в Стрельчинецкой церковно-приходской школе, в 1902 году продолжил обучение в Тывровском духовном училище, которое успешно окончил в 1908 году и получил право поступления в первый класс семинарии без экзамена. В августе того же года был зачислен в Подольскую духовной семинарии в Каменец-Подольском.
В 1911 году его исключают из семинарии за «малоуспешность и плохое поведение» — то есть за небрежение к учёбе и участие украинском движении.
Некоторое время жил в Сибири, в 1913 года в Томске получил «белый билет», то есть освобождение от службы в армии.
Возвращение на Подолье во второй половине 1914 года совпало с началом Первой мировой войны. Начинает работать в кооперации. Помог начать в конце 1914 Стрельчинецкое кредитное общество, поступил на работу в Губернскую кассу мелкого кредита — как практикант из кооперации. В 1915 года читал лекции на кооперативных курсах Губернской земской управы, для всех желающих они проводились бесплатно — в Гайсине, Тульчине и Могилёве-Подольском. После организации Подольского союза кредитных и ссудо-сберегательных обществ в сентябре 1915 года председатель правления Дмитрий Маркович пригласил его на должность ревизора-инструктора. За короткое время организовал новый отдел — занимался обустройством новых кредитных обществ, оказывал практическую помощь, и проводил ревизии действующих учреждений, организовывал культурно-массовую работу союза. В то же время продолжал образование, окончив Каменец-Подольскую духовную семинарию и математический факультет Университета святого Владимира в Киеве в 1916 году.
В марте 1917 года на собрании уполномоченных Подольского кредитного союза избран членом правления. Учитывая то, что председатель Дмитрий Маркович активно занялся политикой, решение всех хозяйственных дел принял заместитель Видыбида. При его участии создаётся кооперативное издательство «Воля», журналы «Подольская воля», «Бюллетень Союз-банка», распространялась всеукраинская газета «Народная Воля», другие национально ориентированные издания. В августе 1917 года — в составе избранного форумом Центрального украинского кооперативного комитета — как представитель от Подольского союза — вместе с Дмитрием Марковичем. Активный деятель Общества Украинских Прогрессистов, член Украинской Центральной Рады. По объединительному списку от УПСР, УСДРП и Украинского крестьянского союза 12 ноября 1917 избран депутатом Всероссийского учредительного собрания.
23 июня 1918 года арестован по приказу уездного старосты Гусакова, после ходатайств 5 июля был освобождён. С ноября 1918 года — заведующий финансового отдела Украинской Народной Республики, с 1919 года — заместитель министра финансов УНР. Занимал активную гражданскую позицию: один из основателей Союза подольских украинцев, был членом Губернской украинской рады, член Винницких земских собраний, Губернской управы, радный Винницкой городской думы.
С 1921 года — священник на Волыни, член Духовной консистории. С 1934 года — в Варшаве: секретарь Митрополичьей канцелярии, управляющий Эмеритальной кассы православного духовенства в Польше.
В 1935 году принял монашество с именем Палладий. В сентябре 1940 года управление Церковью в Генерал-губернаторстве было возвращено митрополиту Дионисию. Церковь в Генерал-губернаторстве была разделена на три епархии — Варшавскую, Холмско-Подляшскую и Краковско-Лемковскую.
9 февраля 1941 года архимандрит Палладий был рукоположён во епископа Краковского и Подляшского. Хиротонию совершили: митрополит Дионисий (Валединский), архиепископ Иларион (Огиенко) и епископ Тимофей (Шрёттер).
Вместе с рукоположенным 2 ноября 1940 года на Холмскую кафедру Иларионом (Огиенко) активно проводил украинизацию церковной жизни.
В феврале 1941 года митрополитом Дионисием (Валединским) назначен архиепископом Краковского и Лемковского в Генеральной губернии, впоследствии — также Львовским (Польской православной церкви).
Поддержал назначение митрополитом восстановленной УАПЦ Поликарпа (Сикорского). В 1944 году эвакуировался в Германию, где не присоединился ни к одной из существовавших на Западе украинских юрисдикций, и некоторое время продолжал считать своим первоиерархом митрополита Дионисия (Валединского). Некоторое время он занимался организацией своей паствы в лагерях для перемещённых лиц в Западной Германии.
В 1950 году прибыл в США, где в 7 мая 1952 года был принят в юрисдикцию Северо-Американской митрополии и назначен епископом Бруклинским, викарием Нью-Йоркской епархии, но в том же году уволен от всех обязанностей.
14 октября 1954 года объединился с архиереем Украинской Автокефальной Православной Церкви в диаспоре (УАПЦ) архиепископом Игорем (Губой). Ими была основана «Украинская Автокефальная Православная Церковь в изгнании». В том же году данные архиереи были приняты в общение с иерархами Константинопольского патриархата, а Палладий возведён в сан митрополит.
К 1960 году вошёл в только что созданную Конференцию Американских канонических епископов (SCOBA). При этом канонический статус УАПЦ в изгнании, её положение в структуре Константинопольского Патриархата и характер её взаимоотношений с другой константинопольской украинской юрисдикцией — УПЦ Америки оставались неопределёнными.